# Stephos vivesi
Stephos vivesi is een eenoogkreeftjessoort uit de familie van de Stephidae. De wetenschappelijke naam van de soort is voor het eerst geldig gepubliceerd in 2008 door Jaume, Boxshall & Gràcia.